# الأكاديمية البروسية للعلوم
أكاديمية العلوم الملكية البروسية (بالألمانية: Königlich-Preußische Akademie der Wissenschaften) كانت أكاديمية تأسست في برلين بتاريخ 11 يوليو عام 1700، بعد أربع سنوات من أكاديمية كونسته أو «أكاديمية الفنون» والتي يمكن أن يتم الإشارة إليها باسم «أكاديمية برلين».

## التأسيس
أسس الأمير الناخب فريدرش الأول ملك بروسيا الأكاديمية تحت اسم جمعية براندنبورغ الانتخابية للعلوم (بالألمانية: Kurfürstlich Brandenburgische Societät der Wissenschaften) بناء على مشورة من غوتفريد لايبنتس، الذي عُين رئيسا لها. على عكس غيرها من الأكاديميات، لم تكن الأكاديمية ممولة بشكل مباشر من خزينة الدولة. منح فريدرش الأكاديمية حق احتكار إنتاج وبيع التقاويم في براندنبورغ، وهو اقتراح من قبل لايبنتز. عندما توج فريدرش «ملك بروسيا» عام 1701، أنشأ مملكة بروسيا، تم تغيير اسم الأكاديمية إلى الجمعية الملكية البروسية للعلوم (Königlich Preußische Sozietät der Wissenschaften). بينما الأكاديميات الأخرى ركزت على عدد قليل من المواضيع، كان الأكاديمية البروسية أول من قام بتعليم العلوم والعلوم الإنسانية على حد سواء. في 1710 تم تعيين النظام الأساسي للأكاديمية الذي قسم الأكاديمية إلى فئتين اثنين فئة خاصة بالعلوم وأخرى خاصة بالعلوم الإنسانية. لم يتم تغيير هذا حتى عام 1830 عندما تم استبدال أربع صفوف ودمجها لصفين لتصبح فيزياء-رياضيات وصف فلسفة-تاريخ بدلاً مما كانت عليه.

## فريدرش العظيم
شهد عهد الملك فريدرش الثاني («فريدريش العظيم») تغييرات كبيرة في الأكاديمية. في عام 1744 تم دمج Nouvelle Société Littéraire (بالعربية: الجمعية الأدبية الجديدة) مع «جمعية العلوم» لتصبح Königliche Akademie der Wissenschaften (بالعربية: الأكاديمية الملكية للعلوم).

## القرن التاسع عشر
ابتداء من 1815، تم تأسيس شركات البحث بقيادة لجان الأكاديمية (مثل لجنة الآثار الإغريقية-الرومانية أو اللجنة المشرقية). في الغالب كان يتم توظيف العلماء ليعملوا بالتناظر مع أعضاء اللجنة المقابلة لهم. انبثقت أقسام جامعية من بعض هذه الشركات بعد عام 1945.

## القرن العشرين
في ظل الحكم النازي (1933-1945)، كانت الأكاديمية تخضع لعملية Gleichschaltung أو «التنسيق»: حيث تم طرد الموظفين والأعضاء اليهود. جرى تطبيق هذا القانون اعتباراً من 8 يونيو عام 1939.
بعد الحرب العالمية الثانية، قامت الإدارة العسكرية السوفيتية في ألمانيا بإعادة تنظيم الأكاديمية تحت اسم «الأكاديمية الألمانية للعلوم في برلين» (بالألمانية: Deutsche Akademie der Wissenschaften zu Berlin) في 1 يوليو عام 1946. في 1972 تم إعادة تسمية الأكاديمية لتصبح «الأكاديمية الألمانية للعلوم برلين» (بالألمانية: Akademie der Wissenschaften der DDR) أو AdW. عند بلوغها الذروة، كان للأكاديمية 400 باحث و 24,000 موظف في مختلف أنحاء ألمانيا الشرقية. وبعد إعادة توحيد ألمانيا، تم حلّ الأكاديمية وتأسست Berlin-Brandenburgische Akademie der Wissenschaften (بالعربية: أكاديمية برلين-براندنبورغ للعلوم والدراسات الإنسانية) في مكانها، امتثالاً لمعاهدة 1992 بين برلمانات ولاية برلين وبراندنبورغ. قام 60 عضو من الأكاديمية بالانفصال وإنشاء جمعية لايبنتز الخاصة عام 1993.

## أعضاء بارزين
- ليونهارت أويلر 1741–1766
- جوزيف لوي لاغرانج 1766–1786
- مونتسكيو 1746
- دنيس ديدرو 1751
- يوهان هاينغيش لامبرت ~1763
- إيمانويل كانت 1786
- فولتير ~1750
- إفرايم ليسينغ 1769
- هرمان فون هلمهولتز
- فرديناند جورج فروبنيوس 1893
- ماكس بلانك 1894
- ألبرت أينشتاين 1914

## وصلات خارجية
- تاريخ أكاديمية العلوم (بالألمانية)